# Homalium mathieuanum
Homalium mathieuanum là một loài thực vật thuộc họ Salicaceae. Đây là loài đặc hữu của New Caledonia.